# Al Akhbar
 (décembre 2011).
Al Akhbar (en arabe : وكالة الأخبار المستقلة, wikālat al-akhbār al-mustaqilla,  Agence de presse indépendante) est une agence mauritanienne d'information privée. 
Fondée en octobre 2003, sur l'initiative de journalistes mauritaniens, résidant en Mauritanie et à l’étranger, elle visait à « briser le monopole médiatique » vécu en Mauritanie sous le régime du Président Maaouiya Ould Sid'Ahmed Taya.
Selon les statistiques d'Alexa, Alakhbar dispose actuellement du site électronique mauritanien le plus visité. En juillet 2011, elle a lancé un portail d'information en français dans le cadre d'une stratégie de diversifier ses prestations. Un site qui permettra à « un nombre plus vaste d'internautes d'avoir accès à l'actualité mauritanienne et à celle de sa diaspora à l'étranger ». 